# جوزف دولر
جوزف دولر (انگلیسی: Joseph Dowler; ۱ فوریهٔ ۱۸۷۹ – ۱۳ فوریهٔ ۱۹۳۱) ورزشکار اهل بریتانیا بود.